# Zhoř (Tachovi járás)
Zhoř település Csehországban, Tachovi járásban. Zhoř Mezholezy u Horšovského Týna, Kladruby, Prostiboř, Skapce és Velký Malahov településekkel határos. Lakosainak száma 182 fő (2024. január 1.).

## Népesség
A település lakosságának változását az alábbi diagram mutatja:
| Lakosok száma | 289  | 293  | 362  | 177  | 124  | 154  | 142  | 145  | 165  | 182  |
|               | 1869 | 1890 | 1921 | 1950 | 1980 | 2001 | 2017 | 2019 | 2022 | 2024 |